# Helene Charlotte von Friedland
Helene Charlotte von Friedland, född 1754, död 1803, var en preussisk godsägare.
När hennes far, general von Lestwitz, dog 1778 tog hon över förvaltningen av godset Lestwitz, som hon ärvde av honom. Hon var då frånskild med en dotter. Som kvinnlig godsägare sågs hon som ett original av samtiden, och hennes verksamhet beskrivs i samtida memoarer, brev och dagböcker. Hon var känd för sin effektiva godsskötsel. Hennes organisatoriska och administrativa talang gjorde henne välkänd i regionen Oderland i Brandenburg. Hon löste vanligtvis konflikter själv, och 1794 utkämpade hon en juridisk tvist med kommunen Quilitz om fiskerättigheterna vid sjön Kietzer.  